# Hamed Modibo Diallo
Hamed Modibo Diallo (ur. 18 grudnia 1976 w Zahii) – iworyjski piłkarz grający na pozycji napastnika. W swojej karierze rozegrał 9 meczów w reprezentacji Wybrzeża Kości Słoniowej i strzelił w nich 3 gole.

## Kariera klubowa
Karierę piłkarską Diallo rozpoczął w klubie Le Havre AC. W sezonie 1997/1998 zadebiutował w jego barwach w pierwszej lidze francuskiej, a w sezonie 1998/1999 został wypożyczony do drugoligowego Stade Lavallois. W 1999 roku wrócił do Le Havre, a w 2000 roku spadł z nim do drugiej ligi. Wiosną 2001 ponownie przebywał na wypożyczeniu w Stade Lavallois, a latem został zawodnikiem Amiens SC. Grał w nim do 2003 roku.
Latem 2003 Diallo został piłkarzem katarskiego Al-Rayyan. W 2004 roku wrócił do Francji i przez pół sezonu występował w Angers SCO. W 2005 roku grał w szwedzkim Hammarby IF, a w sezonie 2005/2006 był piłkarzem FC Turris 1944 ASD z włoskiej Serie D. Natomiast w sezonie 2006/2007 grał w drugiej lidze Belgii, w Excelsiorze Virton.
W 2007 roku Diallo wyjechał do Stanów Zjednoczonych. W latach 2007–2008 grał w Rochester Rhinos w USL First Division, a w latach 2008-2009 w Carolina RailHawks w tej samej lidze. Z kolei w 2010 roku był piłkarzem Real Maryland Monarchs z USL Second Division.

## Kariera reprezentacyjna
W reprezentacji Wybrzeża Kości Słoniowej Diallo zadebiutował w 1999 roku. W 2000 roku rozegrał 2 mecze w Pucharze Narodów Afryki 2000: z Togo (1:1) i z Ghaną (2:0). Od 1999 do 2003 roku rozegrał w kadrze narodowej 9 meczów i strzelił w nich 3 gole.